# Ludwig Michael von Jeney
Ludwig Michael von Jeney (auch: Jennay; französisch: Louis Michel de Jeney, ungarisch: Mihály Lajos Jeney; * 1723/1724 in Siebenbürgen; † 1797 in Pécs) war ein Ingenieur, Kartograph, Schriftsteller und General.

## Leben
Jeney war der Sohn einer adligen, protestantischen Familie aus Siebenbürgen. Seine ersten militärischen Erfahrungen machte er in den Türkenkriegen von 1737 bis 1739 als Husar. Er diente von 1739 bis 1754 im Regiment Bercsényi, das nach dem Krieg in französische Dienste ging. Von 1754 bis 1759 war er als Kartenmacher für die französische Armee am Rhein unterwegs. 1759 trat er in preußische Dienste und stellte 1760 in dem seit 1744 preußischen Ostfriesland ein Freibataillon auf, die Voluntaires d’Ostfriese. 1761 und 1762 waren sie in einige Kampfhandlungen verwickelt; 1763 wurde das Bataillon aufgelöst und Jeney beendete den Dienst in der preußischen Armee. Er ging nun in die österreichische Armee, für die er die nächsten Jahre den Balkan kartographierte. 1787 wurde er zum General-Major ernannt und wurde Kommandeur der Festung in Alt-Gradiško (heute: Stara Gradiška) in Kroatien.

## Gefechte des Freibataillons Jeney
Das Freibataillon Voluntaires d’Ostfriese war nur 1762 in einige Gefechte verwickelt.
- 12. Mai 1762 Roßwein[2]
- 15. Mai 1762 Frauenstein-Tharandter Wald, Klingenberg, Beerwalder-, Röthenbacher- und Lehnmühle
- 16. Mai 1762 Klingenberg
- 4. August 1762 Holzhau
- 14. Oktober 1762 Weißenborn
- 15. Oktober 1762 Schloss Hilbersdorf
- 15. Oktober 1762 Berthelsdorf
- 15. Oktober 1762 Brand
- 16. Oktober 1762 Kleinwaltersdorf
- 21. Oktober 1762 Rothenfurth
- 21. Oktober 1762 Großschirma
- 29. Oktober 1762 Freiberg/Sachsen (Schlacht bei Freiberg)

## Werke

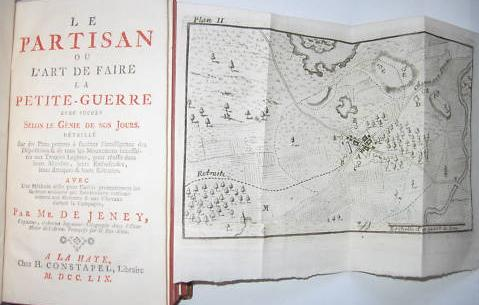
Titelseite von Jeneys Buch von 1759

Während seiner Zeit in Frankreich schrieb er ein Buch über den kleinen Krieg, das 1759 veröffentlicht und in viele Sprachen übersetzt wurde. Es war lange Zeit ein Standardwerk des Partisanenkrieges.
- Le Partisan ou l’art de faire la petite-guerre avec succès selon le génie de nos jours. (französisch)